# مارشال لا
مارشال لا (به ژاپنی: マーシャル・ロウ Māsharu Rou) یکی از شخصیت‌های ساختگی در مجموعه بازی‌های مبارزه‌ای تکن است که توسط شرکت باندای نامکو انترتینمنت ساخته شده‌است. او در سال ۱۹۹۴ و در اولین قسمت از سری تکن معرفی شد و بعد از آن در تمام قسمت‌ها بجز تکن ۳ و تگ تورنومنت حضور داشته‌است. شخصیت او برگرفته از بروس لی است و بسیاری از حرکات، فنون رزمی و حتی صدای او در هنگام اجرای برخی از فنون رزمی بسیار به بروس لی شباهت دارد. او پدر فورست لا دیگر شخصیت تکن است که همانند مارشال لا شباهت بسیار زیاد از لحاظ ظاهر و تکنیک مبارزه به بروس لی دارد و تنها در چندین قسمت از مجموعه تکن به جای او ایفای نقش می‌کند. همچنین مارشال لا در اربان رین، دیگر بازی مبارزه‌ای شرکت نامکو در کنار پال فینکس حضور دارد.